# Lewis Black
Lewis Niles Black (Silver Spring, 30 agosto 1948) è un comico, attore e sceneggiatore statunitense.

## Carriera
È noto soprattutto per i suoi spettacoli di stand-up comedy, nei quali è solito usare uno stile comico rabbioso e simulare un esaurimento nervoso. I principali argomenti trattati nelle sue esibizioni sono la storia, la politica, la religione e la società.
Ha condotto il programma di Comedy Central Lewis Black's Root of All Evil (2008) ed apparso regolarmente (dal 1996 al 2015) nel The Daily Show with Jon Stewart, con il suo segmento Back in Black.
In ambito cinematografico Black è noto principalmente per aver recitato nei film Mi sono perso il Natale e L'uomo dell'anno del 2006, oltre che per aver prestato la sua voce al personaggio di Rabbia nel film d'animazione del 2015 Inside Out.

## Vita privata
Black è divorziato e senza figli.
Nel 2013 Black ha sostenuto l'American Civil Liberties Union prendendovi parte in qualità di "ambasciatore per il diritto di voto".

## Videografia
- Unleashed (2002) - 4 special di Comedy Central più l'esibizione in The Daily Show: Indecision 2000
- Black on Broadway (2004) - special di HBO
- A Pair of Lewis Black Shorts (Sidesplitters: The Burt & Dick Story e The Gynecologists) (2006)
- Red, White, and Screwed (2006) - special di HBO
- History of the Joke with Lewis Black (2008) - special di History Channel
- Surviving the Holidays with Lewis Black (2009) - special di History Channel
- Stark Raving Black (2009)
- In God We Rust (2012) - special di Epix
- Lewis Black: Old Yeller - Live At the Borgata In Atlantic City (2013)

## Filmografia parziale
- Hannah e le sue sorelle (Hanna and Her Sisters), regia di Woody Allen (1986)
- Allucinazione perversa (Jacob's Ladder), regia di Adrian Lyne (1990)
- Insieme per forza (The Hard Way), regia di John Badham (1991)
- La notte che non c'incontrammo (The Night We Never Met), regia di Warren Leight (1993)
- The Aristocrats, regia di Penn Jillette e Paul Provenza (2005)
- L'uomo dell'anno (Man of the Year), regia di Barry Levinson (2006)
- Mi sono perso il Natale (Unaccompanied Minors), regia di Paul Feig (2006)
- Ammesso (Accepted), regia di Steve Pink (2006)
- Inside Out, regia di Pete Docter (2015)
- Rock Dog, regia di Ash Brannon (2016) – voce

## Doppiatori italiani
Nelle versioni in italiano delle opere in cui ha recitato, Lewis Black è stato doppiato da:
- Teo Bellia in Ammesso
- Franco Zucca in L'uomo dell'anno
- Oreste Rizzini in Mi sono perso il Natale
- Paolo Marchese in The Big Bang Theory

Da doppiatore è sostituito da:
- Paolo Marchese in Inside Out, Inside Out 2, Dream Productions
- Eugenio Marinelli in Rock Dog

## Riconoscimenti
- 2015 – Teen Choice Awards[2]
  - Candidatura alla miglior crisi isterica per Inside Out